# Tercera Roma

L'àguila bicèfala, escut d'armes de l'última dinastia imperial de l'Imperi Romà d'Orient.

El terme Tercera Roma descriu la idea que alguna ciutat, estat o país europeu és el successor del llegat de l'Imperi Romà (la «Primera Roma») i el seu estat successor, l'Imperi Romà d'Orient (la «Segona Roma»).
La llavor d'aquest concepte prové de Constantí el Gran, que va mudar la capital de l'Imperi de Roma a Constantinoble, que aviat començaria a conèixer-se com la «Nova Roma».

## Reclamacions

### Rússia
Poques dècades després de la caiguda de Constantinoble a mans de l'Imperi Otomà el 29 de maig de 1453, alguns ja denominaven Moscou la «Tercera Roma» o «Nova Roma». Les arrels d'aquest sentiment provenen del regnat del gran duc de Moscou Ivan III, que s'havia casat amb Sofia Paleòloga. Sofia era neboda de Constantí XI, últim basileu, i Ivan podia reclamar ser l'hereu del desaparegut Imperi Romà d'Orient. L'objectiu de reclamar aquesta denominació era destacar el paper de Rússia com a últim bastió de la civilització cristiana, la major part de la qual era heretge - el catolicisme romà era considerat herètic per molts creients ortodoxos - i per tant, Rússia era comparable als set mil israelites que s'havien negat a adorar Baal durant l'època del profeta Elies, figura popular en el cristianisme ortodox.
La història de la Tercera Roma va començar a Tver durant el regnat de Borís de Tver, quan el monjo Tomàs de Tver va escriure L'encomi del Gran i Piadós Príncep Borís Aleksàndrovitx el 1453. El concepte va cristal·litzar en un panegíric compost pel monjo rus Filofeu de Pskov l'any 1510, que en una carta al gran duc Basili III va afirmar que «Dues Romes han caigut. La Tercera se sosté. I no n'hi haurà una quarta. Ningú reemplaçarà el teu regne de tsar cristià!» Contràriament a la creença popular, Filofeu explícitament identifica la Tercera Roma amb el Principat de Moscòvia com a entitat estatal, en lloc de la ciutat de Moscou. A més, Moscou es troba rodejada per set turons, com Roma i Constantinoble.

### Imperi Otomà

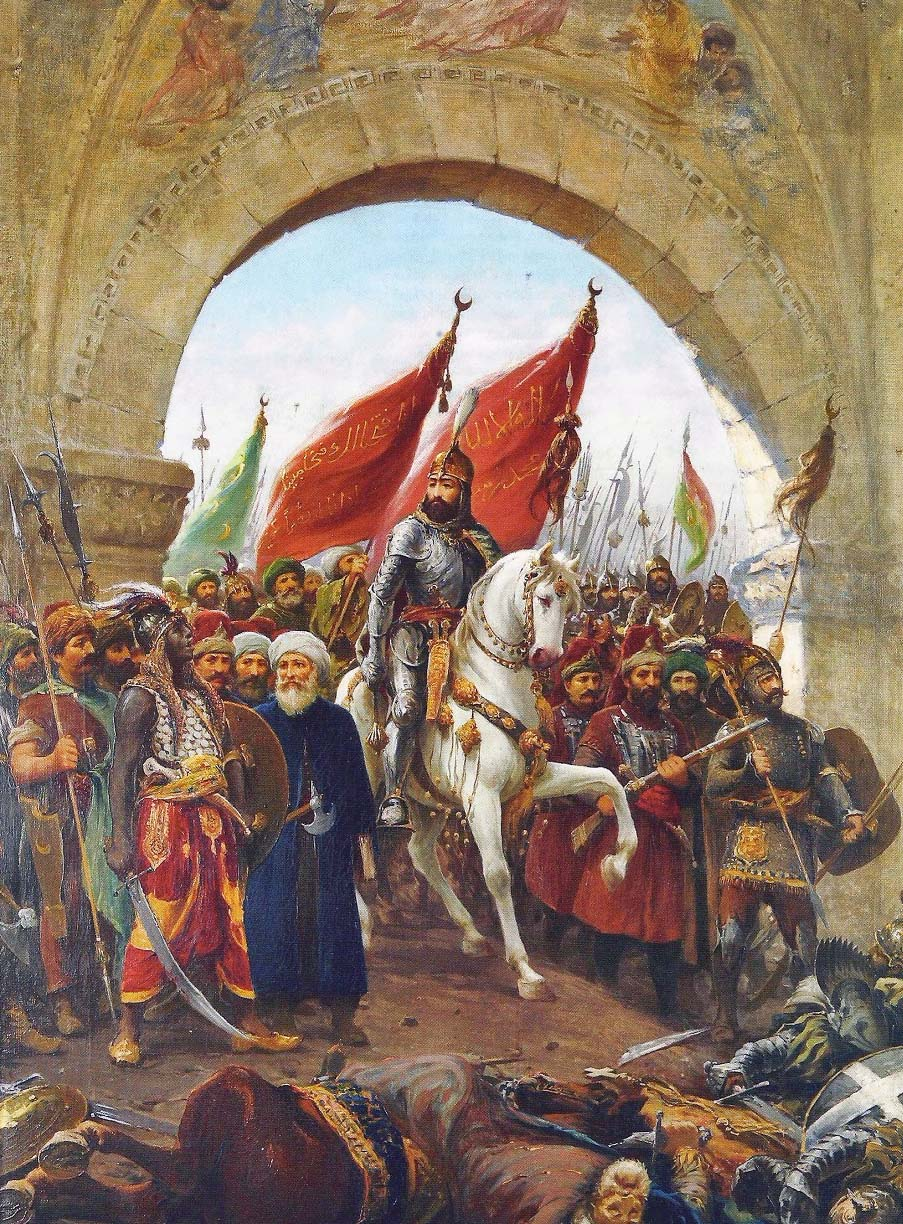
Mehmet II entra per les Portes de Constantinoble, de Fausto Zonaro.

Després de la caiguda de Constantinoble, Mehmet II es va autoproclamar Kayser-i Rum, literalment 'cèsar dels romans'. Mehmet també estava emparentat amb la família imperial bizantina; el seu predecessor, el sultà Orhan I s'havia casat amb una princesa bizantina, i Mehmet podria haver dit ser descendent de Joan Tzelepes Comnè. L'Imperi Otomà també va capturar Òtranto durant aquest període i s'ha especulat que Mehmet II podria haver planejat prendre Roma quan la seva campanya italiana es va avortar a causa de la seva mort. El títol va caure en desús després de la seva mort. L'historiador turc İlber Ortaylı reivindica aquesta reclamació, citant la multiculturalitat de l'estat otomà com a hereu del romà, i l'adopció per part del sultà Mehemt de certs costums de la cort de l'Imperi Romà d'Orient. Així, el professor Ortaylı considera que el reclam de Rússia del títol és de naturalesa nominal, mentre que Mehmet va basar les polítiques de la seva cort i les seves conquestes en crear una Tercera Roma islàmica.

### Bulgària
Abans que Ivan III, el tsar Ivan Alexandre de Bulgària, relacionat amb l'última dinastia bizantina, davant la decadència de l'Imperi Romà d'Orient el segle xiv, va reivindicar una idea similar. Els manuscrits búlgars van donar suport a la idea que Tàrnovo, la capital de l'Imperi búlgar, era la nova Constantinoble. Aquests plans mai no es van dur a terme puix que els otomans van vèncer els serbis a la Batalla de Kosovo el 1389, i van posar fi al Segon Imperi Búlgar el 1396 amb l'ocupació del Tsarat de Vidin. Tanmateix, les doctrines, que s'havien desenvolupat al respecte anteriorment a Tàrnovo, van ser importades a Moscou per Ciprià de Moscou, un clergue d'origen búlgar que va esdevenir Metropolità de Moscou el 1381.

### Itàlia

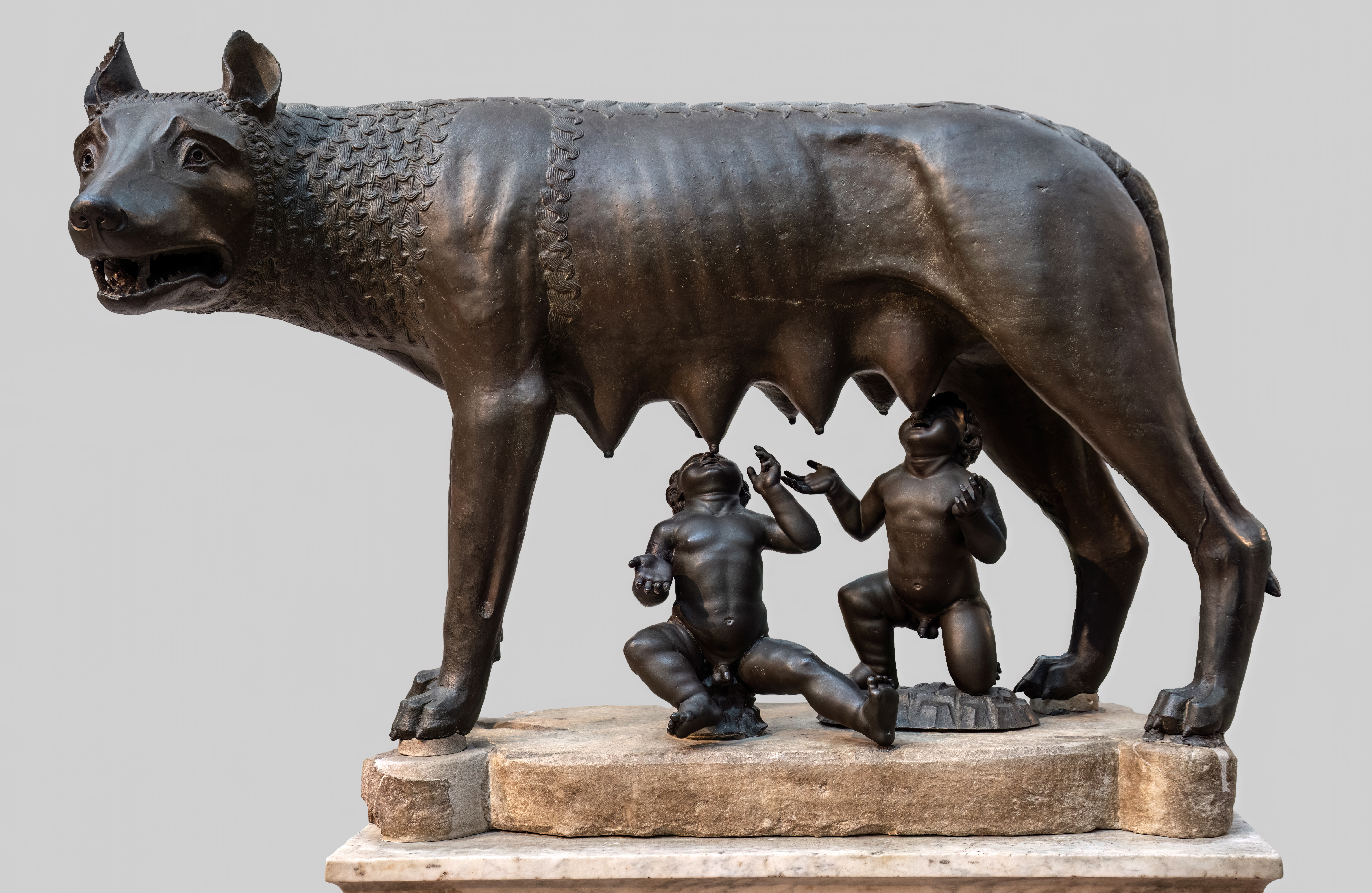
Lloba amb Ròmul i Rem, símbol original de Roma, encara present a la «Tercera Roma» de Mussolini.

Giuseppe Mazzini, nacionalista i patriota italià, va promoure el concepte de la «Tercera Roma». Va expressar que «després de la Roma dels emperadors, després de la Roma dels papes, arribarà la Roma del poble», fent referència a la unificació d'Itàlia i a la designació de Roma com la seva capital. Després de la unificació, figures prominents italianes es van referir a l'estat com la Tercera Roma.
Als seus discursos, el dictador italià Benito Mussolini feia referència a la Itàlia feixista com la Terza Roma. Terza Roma (Tercera Roma; la Roma feixista després de la Imperial i la Papal) també era el nom del pla de Mussolini per expandir Roma fins a Ostia i el mar. El barri conegut com a EUR va ser el primer pas en aquest sentit.